# Yves Alexandre de Marbeuf
Pour les articles homonymes, voir Marbeuf (homonymie).
Yves Alexandre de Marbeuf, né le 17 mai 1734 à Rennes et mort le 15 avril 1799 à Lübeck, ecclésiastique et homme politique français.

## Biographie
Il est le fils de Claude-François-Marie de Marbeuf, chevalier, seigneur du Gué, de Laillé et du Gaylieu et de Anne Marie de Kérouzy, qui meurt alors qu'il n'a que 6 mois. Son oncle est le Comte de Marbeuf, protecteur de Napoléon Bonaparte dans sa jeunesse.  
Il entre dans un pensionnat à Rennes. Lorsqu'il a 12 ans son père le met au collège du Plessis. Il reçoit la tonsure en 1748. En 1752, il est reçu chanoine-comte, au sein du Chapitre de Saint-Jean de Lyon, tout en restant élève au collège du Plessis. Il est prêtre en 1759 et nommé vicaire général de Rouen. Il est député à l'assemblée du clergé de 1760. 
Abbé commendataire de l'Abbaye de Saint-Jacut en 1761, il est nommé évêque d'Autun le 19 avril 1767, siège qu'il occupe jusqu'en 1788 ; son successeur est le fameux Charles-Maurice de Talleyrand-Périgord. 

Il accède alors au lucratif siège archiépiscopal de Lyon (50 000 livres de rente annuelle).
Il avait également reçu en 1782 l'abbaye du Bec, dont il devait être le dernier abbé.
Sous l'Ancien Régime, il fut ministre de la feuille des bénéfices (à partir de juillet 1777), qui gérait l'attribution des postes ecclésiastiques en France.

### Yves Alexandre de Marbeuf, contre-révolutionnaire
Dès les premiers temps révolutionnaires, Marbeuf se pose en conservateur. Il n'est pas opposé aux États généraux, mais s'élève vigoureusement contre la Constitution civile du clergé.
Il décide d'émigrer et il est remplacé sur le siège de Lyon par l'évêque jureur Antoine-Adrien Lamourette, mais, aux yeux de l'Église catholique, Yves Alexandre de Marbeuf est le légitime évêque de Lyon jusqu'à sa mort en 1799.

## Succession apostolique
Yves Alexandre de Marbeuf a ordonné les évêques suivants :
- Évêque Jean-Gabriel d'Agay (1780)

## Distinctions
- Commandeur de l'Ordre du Saint-Esprit, promu le 1er janvier 1785[6].